# Retribution (lucha libre)
Retribution (en español «Retribución», estilizado como RETRIBUTION) fue un stable heel de lucha libre profesional actualmente en WWE en la marca Raw, con los miembros principales consistiendo en Mustafa Ali, T-BAR, RECKONING, MACE y SLAPJACK, junto con secuaces enmascarados y sin nombre. El stable se presenta como un grupo de luchadores que fueron despreciados por la WWE y cuyo objetivo es destruir la WWE y reconstruirla a su propia imagen. Hicieron su debut el 3 de agosto de 2020, entonces completamente enmascarados; las identidades de la mayoría de los miembros se revelarían el 21 de septiembre siguiente, y Ali se revelaría como el líder del grupo el 5 de octubre.
Desde su debut, Retribution se encontró constantemente con una reacción fuertemente negativa de críticos, fanáticos y figuras de la industria de la lucha libre profesional por igual. Aunque los luchadores mismos eran considerados talentosos, su booking, atuendos, nombres de ring y personajes fueron recibidos con desaprobación, siendo referidos como «sin sentido» y realizados «apresuradamente»; muchos consideraron que el grupo estaba irrevocablemente perdido creativamente desde el principio y perjudicial para las carreras de sus miembros.

## Historia
En el episodio del 3 de agosto de Raw, las luces del WWE Performance Center comenzaron a parpadear y un grupo enmascarado prendió fuego a un generador. En el episodio del 7 de agosto de SmackDown, los miembros atacaron a los locutores y luego entraron en la audiencia para atacarlos también. Luego usaron una motosierra para cortar las cuerdas del ring. En el episodio del 10 de agosto de Raw, Retribution atacó una vez más el WWE Performance Center, rompiendo una ventana con un bloque de cemento y volcando un auto. A medida que pasaban las semanas, el grupo comenzó a explicar sus acciones, refiriéndose al trato injusto quer percibieron haber tenido a medida que avanzaban a través del sistema de WWE, y el deseo de cambiar dicho sistema mediante actos violentos.
En el episodio del 21 de septiembre de Raw, se reveló que los luchadores de NXT Dominik Dijakovic, Dio Maddin, Shane Thorne, Mercedes Martinez y Mia Yim eran los miembros principales del stable, y posteriormente se reveló que ahora utilizaban los nuevos nombres de T-BAR, MACE, SLAPJACK, RETALIATION y RECKONING respectivamente. Esa misma noche, T-BAR, MACE y SLAPJACK hicieron su debut en el ring contra The Hurt Business (Bobby Lashley, Shelton Benjamin y Cedric Alexander) en el evento principal, perdiendo por descalificación. En el episodio del 5 de octubre de Raw, Mustafa Ali fue revelado como el líder del stable cuando les ordenó atacar a The Hurt Business durante su combate con MVP. Poco después, Martínez fue retirada silenciosamente del grupo, no siendo contada entre los miembros del grupo durante el Draft de 2020.
En el Raw del 22 de febrero, MACE & T-BAR fueron derrotados por The New Day(Kofi Kingston & Xavier Woods), después del combate, Ali se enfadó por perder, la siguiente semana en Raw, MACE, SLAPJACK & T-BAR fueron derrotados por Riddle & Lucha House Party(Gran Metalik & Lince Dorado), después del combate, Ali lo retó a Riddle a un combate en ese mismo instante, a lo cual Riddle aceptó y MACE, RECKONING, SLAPJACK & T-BAR interfirieron a favor de Ali, la siguiente semana en el Main Event emitido el 11 de marzo, MACE & T-BAR derrotaron a Lucha House Party(Gran Metalik & Lince Dorado).

## Personajes y recepción
Retribution fue objeto de crítica inmediata tras su debut en agosto de 2020. El periodista de Pro Wrestling Torch Zack Heydorn sintió que el grupo no cumplió con la promoción dada por la WWE, diciendo: «Nada en la presentación actual de Retribution grita peligro, miedo o maldad. Son como mosquitos que presumiblemente podrían ser aplastados con un movimiento de muñeca». Adam Silverstein de CBS Sports escribió sobre la segunda aparición del grupo: «En su mayoría, simplemente saltaban y gritaban: ‘Yeah!’ como un grupo de adolescentes que causan problemas después de la escuela. Está claro que esta facción se apresuró y no se pensó bien. Quizás la semana que viene con una nueva serie de grabaciones habrá una dirección más clara, pero ahora mismo, es terrible». Debido a su vestimenta y comportamiento antisocial, Retribution se ha comparado con los grupos de Antifa. El editor de Pro Wrestling Dot Net, Jason Powell, comentó: «Los Antifa de WWE siguen decepcionando ... Debería haber una creciente sensación de entusiasmo con respecto a las identidades de los individuos enmascarados, pero esto va tan mal que de hecho espero que ciertos luchadores no estén involucrados en este lío».
La respuesta crítica negativa continuaría durante los siguientes meses. Kevin Berge de Bleacher Report comentó sobre la «horrible» revelación de identidad del grupo: «Retribution se hizo cargo de la edición del 21 de septiembre de Monday Night Raw. Si bien esto tenía el potencial de cambiar la percepción de muchas personas sobre el grupo, en cambio, toda la noche cayó lamentablemente plana. Retribution salió con máscaras ridículas ... Estrellas talentosas se pierden en un angle que tal vez nunca se recupere». El reportero de Pro Wrestling Torch, Frank Peteani, calificó a Retribution como un «angle espantoso en muchos niveles» y sugirió que la interacción de los miembros del stable con los fanes en las redes sociales puede ser un esfuerzo por mitigar la respuesta negativa de la audiencia. Dave LaGreca, presentador del programa de radio Busted Open de Sirius XM, consideró que la concesión de contratos de WWE al grupo que opera fuera de la ley no tenía sentido. En octubre, Sean Ross Sapp de Fightful señaló que el grupo se había enfrentado a comparaciones con The Dark Order de All Elite Wrestling (AEW), y lo llamó «un proyecto lanzado apresuradamente después de que Vince McMahon fuera cuestionado repetidamente sobre la disminución de la audiencia, la falta de dirección creativa y ausencia de nuevas estrellas». Sapp arremetió contra la storyline, escribiendo, «El lanzamiento de Retribution apestaba ... No tenía ningún sentido, y realmente todavía no lo tiene. ¿Por qué se les permitió entrar en el lugar? ¿Por qué no fueron arrestados?». Durante una sesión de preguntas y respuestas en noviembre, se le preguntó a Dave Scherer de Pro Wrestling Insider si Retribution puede recuperarse, a lo que dijo: «[Sus historias] han sido reservadas tan mal que no creo que puedan estar más allá». Scherer lamentó que Ali, siendo el único miembro que no tiene su «[identidad] mayormente oculta», «tendrá un hedor permanente en él».
La presentación de Retribution también ha recibido reacciones negativas de figuras de la industria pasadas y presentes. El excomentarista de World Championship Wrestling (WCW) Mark Madden y el luchador de AEW Chris Jericho expresaron su confusión sobre por qué WWE contrataría a la facción, y el primero dijo que «la lucha libre puede ser tan estúpida a veces». El luchador retirado CM Punk bromeó diciendo que la máscara que llevaba Slapjack era una consecuencia de su «aburrimiento en el cáterin» cerca de «una abundancia de platos de papel». El exejecutivo de WCW y WWE Eric Bischoff fingió confusión entre «T-Bone o T-Bar o T-Rex», y dijo: «Es una historia jodida. Simplemente lo es. ¿Podrías estropear una historia de invasión aún más en tan poco tiempo?». Fightful informó que habían discutido el stable con varios talentos de la WWE: los nombres en el ring de los miembros fueron unánimemente criticados, con un luchador que los comparó con «algo salido de una mala película o [video]juego». Una luchadora lamentó que Martinez y Yim fueran miembros de Retribution, diciendo que esas mujeres estaban «enfrentando una batalla para no hacer que esto parezca tan tonto como es». Tras la repentina retirada de Martinez (Retaliation) del grupo, el luchador retirado Lance Storm la llamó una «sobreviviente» y sugirió que estaría «respirando un suspiro de alivio». En febrero de 2021 Vince McMahon dio la orden de disolver el grupo.

## Miembros
Miembros finales
| Nombre              | Permanencia                                |
| ------------------- | ------------------------------------------ |
| Mustafa Ali (líder) | 5 de octubre de 2020 - 21 de marzo de 2021 |
| T-BAR               | 3 de agosto de 2020 - 21 de marzo de 2021  |
| MACE                | 3 de agosto de 2020 - 21 de marzo de 2021  |
| SLAPJACK            | 3 de agosto de 2020 - 21 de marzo de 2021  |
| RECKONING           | 3 de agosto de 2020 - 21 de marzo de 2021  |

Miembros anteriores
| Nombre      | Permanencia                                |
| ----------- | ------------------------------------------ |
| RETALIATION | 3 de agosto de 2020 - 9 de octubre de 2020 |

## Premios y logros
- WrestleCrap
  - Gooker Award (2020)[28]